# Anthophora shestakovi
Anthophora shestakovi är en biart som beskrevs av Gussakovsky 1935. Anthophora shestakovi ingår i släktet pälsbin, och familjen långtungebin. Inga underarter finns listade i Catalogue of Life.